# 牡丹江兵事区
牡丹江兵事区（ぼたんこうへいじく）は、満洲国に設置された大日本帝国陸軍の兵事区の一つ。牡丹江省、東安省、三江省を管轄領域とし、牡丹江陸軍兵事部が置かれ徴兵・召集等兵事事務を所掌した。

## 概要
1941年（昭和16年）、陸軍管区表の改正で関東軍管区の下に牡丹江兵事区が設置された。当初、牡丹江省、東安省、三江省を管轄し、1944年（昭和19年）以降は東満総省、三江省を管轄した。

## 牡丹江陸軍兵事部長
| 代               | 氏名             | 階級             | 在任期間         | 出典             |
| 牡丹江兵事部部長 | 牡丹江兵事部部長 | 牡丹江兵事部部長 | 牡丹江兵事部部長 | 牡丹江兵事部部長 |
| ---------------- | ---------------- | ---------------- | ---------------- | ---------------- |
|                  | 豊浦良造         | 歩兵大佐         | 1940.8.1 -       | [ 3 ] [ 4 ]      |